# Big Gigantic
Big Gigantic est un groupe américain de hip-hop électronique instrumental et de jazz, originaire de Boulder, dans le Colorado.

## Histoire
Le groupe a joué dans de nombreux festivals de musique, notamment le Coachella Valley Music and Arts Festival, Lollapalooza, Ultra Music Festival, Hangout Music Festival, Austin City Limits, Governors Ball Music Festival, Electric Forest Festival, Outside Lands et Bonnaroo, entre autres. Depuis 2012, Big Gigantic joue à guichets fermés lors de son festival Rowdytown au Red Rocks Amphitheatre, chaque année en septembre à Morrison, dans le Colorado. Big Gigantic tourne aux États-Unis, et donne des concerts en Europe, en Amérique du Sud et en Asie.
En 2016, Big Gigantic sort son album Brighter Future, dont les titres font intervenir des artistes hip-hop, notamment Waka Flocka Flame et Logic, les chanteuses Jennifer Hartswic, Rozes, Angela McCluskey and Natalie Cressman, ainsi que des collaborations avec GRiZ et Cherub. L'album débute à la deuxième place du classement Billboard Dance/Electronic Albums. Le 28 février 2020, Big Gigantic sort son septième album, Free Your Mind, et entame une tournée de 26 dates débutant en mars. 

## Projets parallèles
Le duo fait partie du supergroupe de jam/musique électronique Gigantic Underground Conspiracy, composé de membres de Big Gigantic, des Disco Biscuits et d'Underground Orchestra.
Le duo fait aussi partie de Big Grizmatik, avec GRiZ (en) et Gramatik,.

## Histoire

### Albums studio
- 2009 : Fire It Up (1320 Records)
- 2009 : Wide Awake (1320 Records)
- 2010 : A Place Behind the Moon (1320 Records)
- 2012 : Nocturnal (1320 Records)
- 2014 : The Night Is Young (Big Gigantic Records)
- 2016 : Brighter Future (Big Gigantic Records)
- 2017 : Brighter Future Remixed (Big Gigantic Records)
- 2017 : Brighter Future Deluxe (Big Gigantic Records)
- 2020 : Free Your Mind (Counter Records)[4]
- 2022 : Brighter Future 2 (Big Gigantic Records)

### EP
- 2021 : Leisure Season[5]

### Singles
- 2011 : The World Is Yours
- 2012 : Power (avec GRiZ (en))
- 2013 : Colorado Mountain High
- 2014 : Love Letters (feat. Sabina Sciubba)
- 2015 : Funk With Me and Funk With Me VIP (avec Snails)
- 2015 : Good Times Roll (avec Griz)
- 2015 : Get On Up
- 2017 : $4,000,000 (Steve Aoki et Bad Royale featuring Ma$e et Big Gigantic)
- 2019 : Better Believe It Now
- 2019 : You're the One[6]
- 2019 : Friends (featuring Ashe)[7]
- 2019 : Where I Wanna Be[8]
- 2020 : Burning Love[9]
- 2015 : St. Lucia[10]
- 2021 : I Can Feel It
- 2021 : Daily Routine (GRiZ featuring Big Giganic et Probcause)
- 2022 : Open Your Mind (avec GRiZ)[11]

### Remixes
- 2021 : Petit Biscuit — Parachute (Big Gigantic Remix)[12]